# Theroscopus similis
Theroscopus similis är en stekelart som först beskrevs av Gmelin 1798.  Theroscopus similis ingår i släktet Theroscopus, och familjen brokparasitsteklar. Arten är reproducerande i Sverige.